# Vivianne Heijnen
Vivianne L.W.A. Heijnen (Spaubeek, 8 oktober 1982) is een Nederlandse politica. Van 2022 tot 2024 was zij staatssecretaris van Infrastructuur en Waterstaat namens het CDA in het kabinet-Rutte IV.

## Jeugd en carrière
Heijnen groeide met haar broer op in het Zuid-Limburgse Spaubeek als dochter van een ondernemer en een logopediste. Haar grootvader Hein Corten (1927-2005) was als VVD'er burgemeester van Ulestraten, Schimmert en Susteren. Heijnen volgde middelbaar onderwijs aan het Geleense Graaf Huyn College. Ze begon in 2000 aan de studie rechtsgeleerdheid aan de Universiteit Maastricht, maar stopte twee jaar later om bij dezelfde universiteit de opleiding Europese studies te volgen. Ze behaalde in 2006 de graad Master of Arts in European Public Affairs. Heijnen werkte vervolgens als zelfstandig lobbyist in Brussel voor klanten zoals pensioenfonds ABP. In 2008 kreeg ze een baan als tutor bij de Universiteit Maastricht en in het daaropvolgende jaar werd ze hoofd van de Campus Brussel van die universiteit. De campus, die in een enkel pand is gevestigd en met een jaarlijks budget van €250.000 begon, werd in 2010 geopend en verhuisde naar een andere locatie in april 2018, toen het budget was verdubbeld. Heijnen zegde haar baan twee maanden later op vanwege haar benoeming tot wethouder.

## Maastrichtse politiek
Heijnen was de vierde kandidaat van het CDA in Maastricht bij de gemeenteraadsverkiezingen in 2010. Ze had besloten politiek actief te worden als gevolg van haar lobbywerk. Haar partij won zeven zetels in de raad, maar Heijnen werd niet verkozen omdat enkele kandidaten lager op de lijst de voorkeurdrempel hadden gehaald. Op 6 april werd ze tot gemeenteraadslid benoemd als gevolg van het opstappen van twee partijgenoten om wethouder te worden in het nieuwe college. In oktober 2010 stopte de fractievoorzitter van het CDA, Pieter Geelen, na het uiteenvallen van de coalitie, wat er later toe zou leiden dat het CDA voor het eerst sinds de Tweede Wereldoorlog een oppositiepartij in Maastricht werd. Heijnen werd eind november als Geelens opvolger gekozen en ze noemde veiligheid een van de prioriteiten van de partij. In het daaropvolgende jaar besloot de Maastrichtse CDA op te roepen tot de sluiting van alle coffeeshops in de stad vanwege overlast. Heijnen werd in 2014 herkozen als lijsttrekker en het CDA verloor twee zetels. In 2015 was ze voorzitter van de vertrouwenscommissie om de nieuwe burgemeester van Maastricht te selecteren; die commissie koos uiteindelijk voor Annemarie Penn-te Strake. Heijnen probeerde daarnaast tevergeefs het hoofdkantoor van het Europees Geneesmiddelenbureau naar Zuid-Limburg te halen, toen een verhuizing noodzakelijk was vanwege Brexit.
In 2017 stond ze op de 26e plaats op de kandidatenlijst voor de Tweede Kamerverkiezingen. Daar haalde ze 15.821 voorkeurstemmen, waarvan 90% uit haar thuisprovincie afkomstig was, maar werd geen Kamerlid vanwege het verkiezingsresultaat van 19 zetels van het CDA. Heijnen was bij de gemeenteraadsverkiezingen in 2018 wederom lijsttrekker in Maastricht, toen haar partij daar de grootste werd. Op 18 juni 2018 verliet ze de raad om wethouder en locoburgemeester in het nieuwe college te worden. Ze kreeg de verantwoordelijkheid voor de portefeuilles economie, arbeidsmarkt, (eu)regionalisering, wonen, welstand, vergunningverlening, sociale innovatie en slimme stad. Om de betrokkenheid bij de lokale politiek te verhogen organiseerde Heijnen een forum, waarbij inwoners mochten kiezen aan welke projecten €300.000 van de begroting zou worden besteed, in navolging van een soortgelijk project in Antwerpen. De eerste ronde werd in 2021 gehouden na uitstel vanwege de coronapandemie. In aanloop van de CDA-lijsttrekkersverkiezing in 2020 sprak Heijnen haar steun uit voor Pieter Omtzigt, die uiteindelijk verloor. Ze stapte op als wethouder per 10 januari 2022, toen ze tot staatssecretaris werd benoemd. Daarnaast trok ze zich terug als lijsttrekker van het CDA voor de gemeenteraadsverkiezingen van 2022.

## Staatssecretaris van Infrastructuur en Waterstaat
Heijnen werd op 10 januari 2022 beëdigd als staatssecretaris van Infrastructuur en Waterstaat door koning Willem-Alexander op Paleis Noordeinde. Ze volgde Steven van Weyenberg op en ze stond internationaal bekend als minister van Milieu. Haar portefeuille bevat milieu (exclusief klimaat), bodem, openbaar vervoer, spoor, internationaal openbaar vervoer, fietsbeleid, duurzaam vervoer, het KNMI, de ANVS en het PBL.
Het kabinet verlengde de financiële steun aan het openbaar vervoer vanwege de coronapandemie van september tot december 2022. Honderden lokale politici waarschuwden dat de daaropvolgende beëindiging van de steun zou leiden tot een verslechtering van het ov-netwerk als gevolg van de aanhoudende effecten van de pandemie op de reizigersaantallen en Heijnen bood vervolgens een extra €150 miljoen in voorwaardelijke steun aan voor 2023 – significant minder dan de €500 miljoen die de aanbieders van openbaar vervoer eisten.
In maart 2022 kondigde Heijnen een verbod aan op plastic wegwerpbekers en maaltijdverpakkingen op kantoor, bij festivals en in de horeca per 2024 om zwerfafval te verminderen in navolging van de Single-use plastic richtlijn van de Europese Unie.
Ze lanceerde in 2023 een driejarige overheidscampagne genaamd "Kort ritje? Da's zo gefietst" om fietsgebruik voor korte afstanden aan te moedigen, nadat het kabinet in het voorgaande jaar €780 miljoen beschikbaar had gesteld voor verbeteringen aan de fietsinfrastructuur.
Toen de concessie van de Nederlandse Spoorwegen (NS) voor het Nederlandse hoofdrailnet bijna afliep, stelde Heijnen voor deze voor de periode van 2025 tot 2033 opnieuw aan de NS te gunnen zonder andere aanbiedingen te accepteren. Voor de internationale verbindingen, die eerder allemaal door de NS werden geëxploiteerd, werd wel naar andere partijen gekeken. Weerstand tegen verdere privatisering van het spoor zorgde voor politieke steun voor de verlenging van de hoofdrailnetconcessie. De Europese Commissie waarschuwde daarentegen dat een marktanalyse nodig was om rekening te houden met alternatieve aanbieders en startte een inbreukprocedure omdat Heijnen de concessie zou gunnen kort voordat Europese mededingingswetgeving in werking trad die dit zou verbieden. Heijnen onderhandelde over de voorwaarden van de concessie. De NS zou geen €200 miljoen per jaar meer moeten betalen maar zou jaarlijks €13 miljoen aan subsidie ontvangen. Ook ging Heijnen akkoord met de introductie van een spitsheffing om reizigersaantallen te spreiden. Na felle kritiek op die heffing zegde ze toe dat de Tweede Kamer het laatste woord zou hebben.
Op 7 juli 2023 viel het kabinet-Rutte IV vanwege onenigheid over hervormingen van het asielstelsel en werd Heijnen demissionair staatssecretaris. Op 11 januari 2024 werd bekend dat zij in verwachting is. Heijnen ging met ingang van 25 mei 2024 met zwangerschapsverlof, en gelet op de fase waarin de formatie van een nieuw kabinet zich op dat moment bevond, kwam er geen nieuwe tijdelijke bewindspersoon. Minister Mark Harbers nam de taken van Heijnen over. Het nieuwe kabinet zou uiteindelijk op 2 juli dat jaar aantreden.
- Parlement.com: vk99gkqpe5qt